# 拉瓦利耶尔堡
拉瓦利耶尔堡（法語：Château-la-Vallière，法語：[ʃato la valjɛʁ] ⓘ），法国西部城市，中央-卢瓦尔河谷大区安德尔-卢瓦尔省的一个市镇，隶属于希农区，其市镇面积为21.9平方公里，2022年1月1日时人口数量为1,734人，在法国城市中排名第6,074位。
拉瓦利耶尔堡位于安德尔-卢瓦尔省西北部，是一个区域性的公路交通枢纽。

## 地名来源
“拉瓦利耶尔”一名来源于法兰西王室情妇露易丝·德·拉瓦利埃尔，“堡”则指其所拥有的沃茹尔城堡。而在此以前，拉瓦利耶尔堡曾长期名为“安茹堡”（Châteaux-en-Anjou）。

## 历史

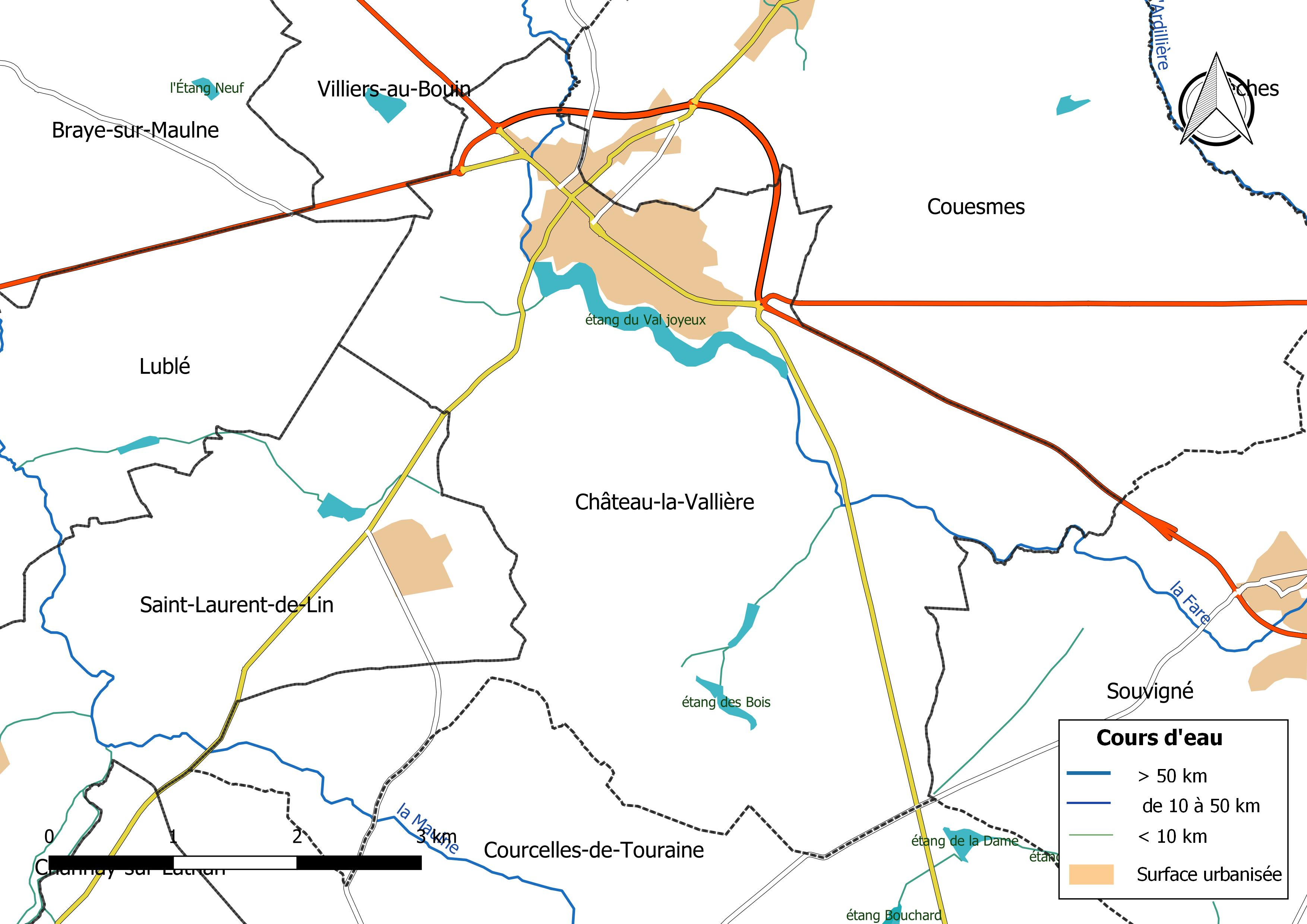
拉瓦利耶尔堡地图

拉瓦利耶尔堡历史上长期为一处普通村落，中世纪末后成为博热行政区的一部分，属于安茹行省。法国大革命后，拉瓦利耶尔堡成为安德尔-卢瓦尔省的一个市镇，而同属安茹的大部分区域则被划入曼恩-卢瓦尔省，拉瓦利耶尔堡附近区域被称为安茹图赖讷。工业革命期间，沙特尔－波尔多铁路由此通过，拉瓦利耶尔堡一度成为一个区域性的工业中心。

## 地理
拉瓦利耶尔堡位于法国西部，中央-卢瓦尔河谷大区西部和安德尔-卢瓦尔省西北部，距离省会图尔大约37公里。与拉瓦利耶尔堡接壤的市镇包括：库埃姆、图赖讷地区库尔塞勒、吕布莱、圣洛朗德兰、苏维涅、维利耶欧布安。

### 地形
拉瓦利耶尔堡位于阿摩里卡丘陵东部延伸地带，境内以浅丘为主，镇中心地势平坦，全境海拔在58到110米之间。

### 水文
法尔河（Fare）流经境内，该河是卢瓦河的支流，属于卢瓦尔河水系。市区南部的茹瓦约谷湖（Lac de Val-Joyeux）面积达36公顷，是一处大型的天然水域。

### 植被
拉瓦利耶尔堡属于温带落叶林区，市区南部有大片天然树林分布。
在鲜花城市的评比中，拉瓦利耶尔堡暂未被评级。

### 气候
拉瓦利耶尔堡在柯本气候分类法中属于温带海洋性气候。

## 行政区划
拉瓦利耶尔堡是法国中央-卢瓦尔河谷大区安德尔-卢瓦尔省的一个市镇，编号为37062。拉瓦利耶尔堡隶属于希农区、安德尔-卢瓦尔省第五选区和朗热县，同时也是西部图赖讷-卢瓦尔河谷市镇公共社区的组成部分。
法国国家统计与经济研究所（简称）在进行数据统计时，未将拉瓦利耶尔堡划入任何城市区及城市辐射区，并将拉瓦利耶尔堡市镇整体看作一个“块区”（IRIS）。

## 交通

### 公路
多条安德尔-卢瓦尔省省道在拉瓦利耶尔堡境内交汇，其中D959线是连接图尔和拉瓦勒的干线公路。中央-卢瓦尔河谷大区下属的城际客运提供巴士线路，可前往省会图尔。
2017年，68.9%的拉瓦利耶尔堡家庭拥有至少一辆的私人汽车。2019年，拉瓦利耶尔堡境内共发生各类交通事故1起，造成1人受伤。

### 铁路
拉瓦利耶尔堡位于沙特尔－波尔多铁路上，该铁路拉瓦利耶堡附近的路段已于20世纪50年代关闭。

### 航空
距离拉瓦利耶尔堡最近的民用航空站为图尔机场，距离拉瓦利耶尔堡市中心的公路里程约37公里。

### 城市公共交通
拉瓦利耶尔堡暂无城市公共交通系统。

## 政治
拉瓦利耶尔堡的现任市长为让-克洛德·戈蒂耶先生（Jean-Claude Gauthier），他是共和党的一名成员，在2020年的市政选举中获得了60.2%的支持率。
在2017年的法国总统大选中，法国第25任总统埃马纽埃尔·马克龙在拉瓦利耶尔堡获得了53.78%的支持率。

## 人口
2018年，拉瓦利耶尔堡市镇人口数量为1,751，在法国排名第6,074位。其中男性823人，女性957人，75岁及以上人口占16%，外籍人口数量为288人，人口密度为80人/平方公里，当地居民被称为（男性）或（女性）。2019年，拉瓦利耶尔堡境内出生19人，死亡人口46人。
| 年份   | 1936  | 1946  | 1954  | 1962  | 1968  | 1975  | 1982  | 1990  | 1999  | 2005  | 2010  | 2015  | 2018  |
| ------ | ----- | ----- | ----- | ----- | ----- | ----- | ----- | ----- | ----- | ----- | ----- | ----- | ----- |
| 人口數 | 1,323 | 1,319 | 1,212 | 1,431 | 1,530 | 1,592 | 1,628 | 1,482 | 1,535 | 1,587 | 1,650 | 1,768 | 1,751 |

## 经济
拉瓦利耶尔堡是一个区域性的中心城市，当地共有各类用人单位224家，平均历史为21年，均为中小型企业（PME）。（公路客运）、（保险）及（保险）是当地2019年营业额最高的三个企业，分别为3,619,693欧元、464,136欧元和460,014欧元。

## 财政收入
2019年，拉瓦利耶尔堡的财政收入总额为1,499,730欧元，财政支出总额为1,314,250欧元，当年的债务总额为1,776,740欧元。2020年，拉瓦利耶尔堡共获得407,660欧元的国家财政补助，比上一年增加了0.01%。
2019年，拉瓦利耶尔堡的家庭月收入总额为1,667欧元，低于法国平均水平（2,318欧元）。
2017年，拉瓦利耶尔堡境内的青壮年（15至64岁）失业率为18.7%，当地44%的家庭拥有纳税资格，平均纳税1,184欧元，低于法国平均水平（3,888欧元）。

## 社会事务

### 教育
拉瓦利耶尔堡属于奥尔良-图尔学区。截止2019年1月1日，拉瓦利耶尔堡境内共有1所幼儿园、2所小学和1所初级中学。2018至2019学年度，拉瓦利耶尔堡境内共有在校中等教育阶段学生242名。

### 医疗
截止2019年1月1日，拉瓦利耶尔堡境内共有全科医生3名、保健师2名、牙医2名、护士5名和助产士1名。境内共有药房2家、养老院1家、残疾人帮扶中心0家。
距离拉瓦利耶尔堡最近的医院为“联合诊疗医院”（Clinique de l'Alliance），后者是法国的一家私立综合性医院，位于卢瓦尔河畔圣西尔，距离拉瓦利耶尔堡大约33公里。

### 住房
2017年，拉瓦利耶尔堡境内共有各类住房910套，其中88.1%为独立式居民区，11.4%为集中式居民区。常住房屋占拉瓦利耶尔堡市镇范围内居民建筑总量的82.9%。
在住房保障政策方面，2017年，拉瓦利耶尔堡境内共有147户家庭获得了住房经济补助，受益人数占总人口数量的8.3%，其中126份为房租补助。

### 商业
2019年，拉瓦利耶尔堡境内共有各类实体商铺49家，其中餐厅9家、大型超市1家、杂货店2家、面包房1家、肉铺2家、银行门店3家、美容美发店4家、汽车维修店4家。市区东部建有一家勒克莱尔超市。

### 体育
2019年，拉瓦利耶尔堡境内共有1间体育馆、1座综合体育场、3处网球场以及1处足球或橄榄球场。

### 环境
拉瓦利耶尔堡的环境事务由其所属的公共社区负责。2019年，拉瓦利耶尔堡境内暂无污染企业。

### 治安
2019年，拉瓦利耶尔堡市镇范围内有1处宪兵队。
2014年，拉瓦利耶尔堡及附近地区共发生各类案件2,340起，其中盗窃类案件1,578起，经济类案件295起，毒品交易类案件69起。

## 文化

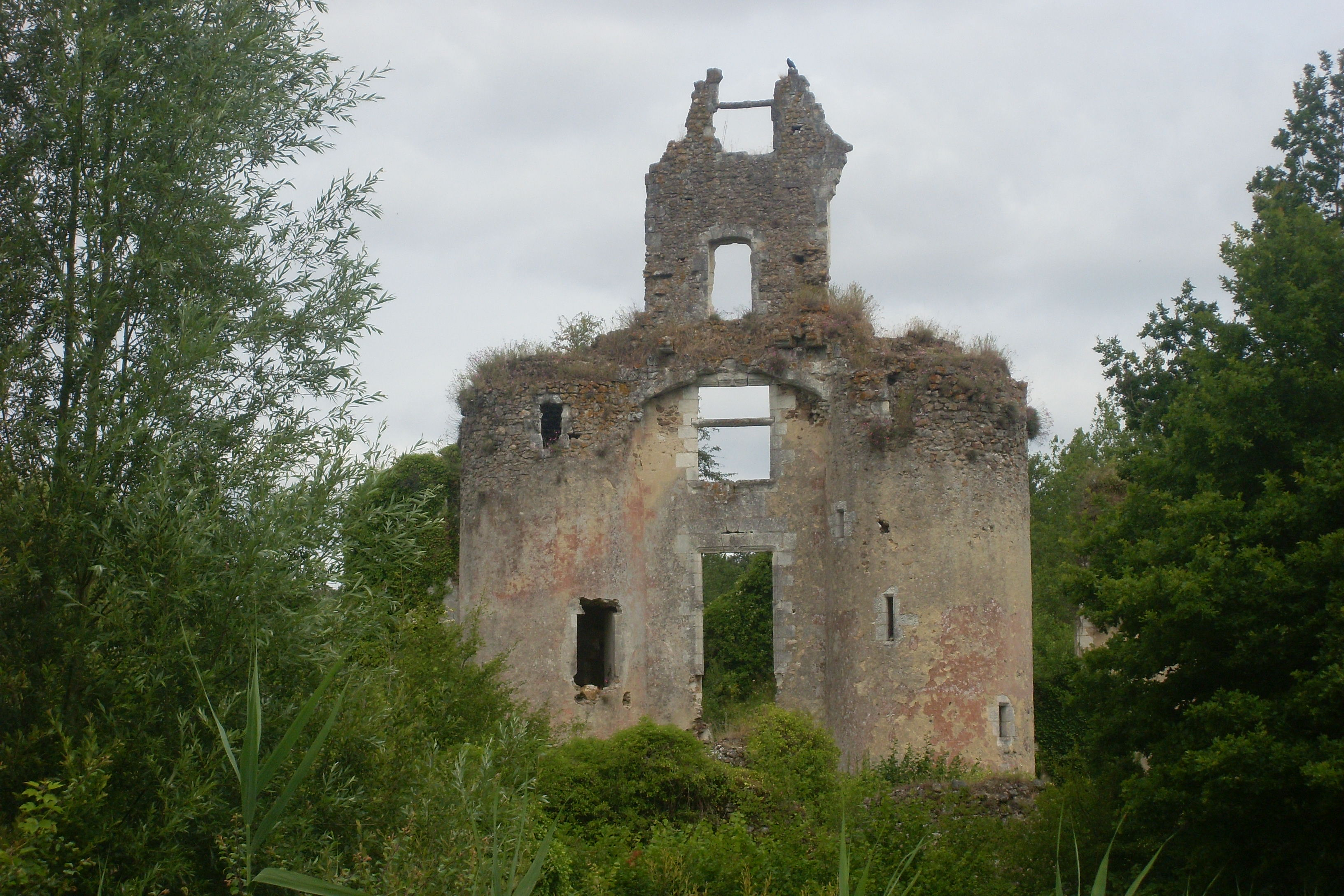
沃茹尔城堡遗址

2019年，拉瓦利耶尔堡境内暂无任何文化设施。拉瓦利耶尔堡市政府提供多媒体中心，向公众全年开放。

### 建筑
拉瓦利耶尔堡境内有多处历史建筑，其中沃茹尔城堡遗址是法国国家文物保护单位。

### 旅游
拉瓦利耶尔堡的旅游事务由其所属的公共社区负责。2020年，拉瓦利耶尔堡境内共有1家宾馆共计15间房间；另有1个露营地，可容纳共52辆露营车。

### 媒体
法国主要的媒体均可在拉瓦利耶尔堡接收，法国电视三台下属的中央-卢瓦尔河谷大区频道在部分时段播出拉瓦利耶尔堡所属区域的地方新闻。

## 相关人物
法国美术家让·舒布内尔出生于拉瓦利耶尔堡。

## 友好城市
截至2021年3月，拉瓦利耶尔堡暂未建立友好城市关系：